# Europäisches Spargelmuseum

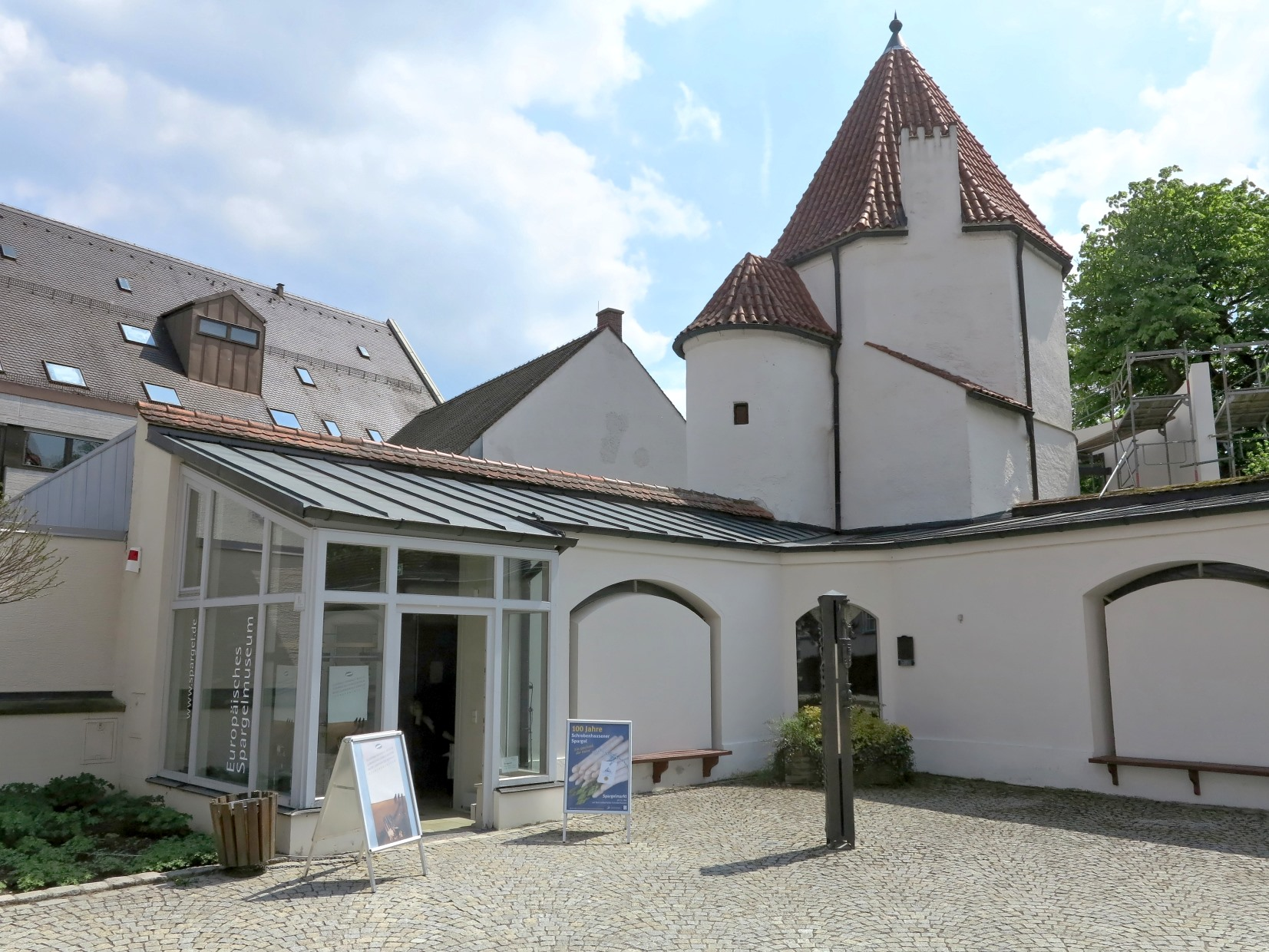
Europäisches Spargelmuseum Schrobenhausen

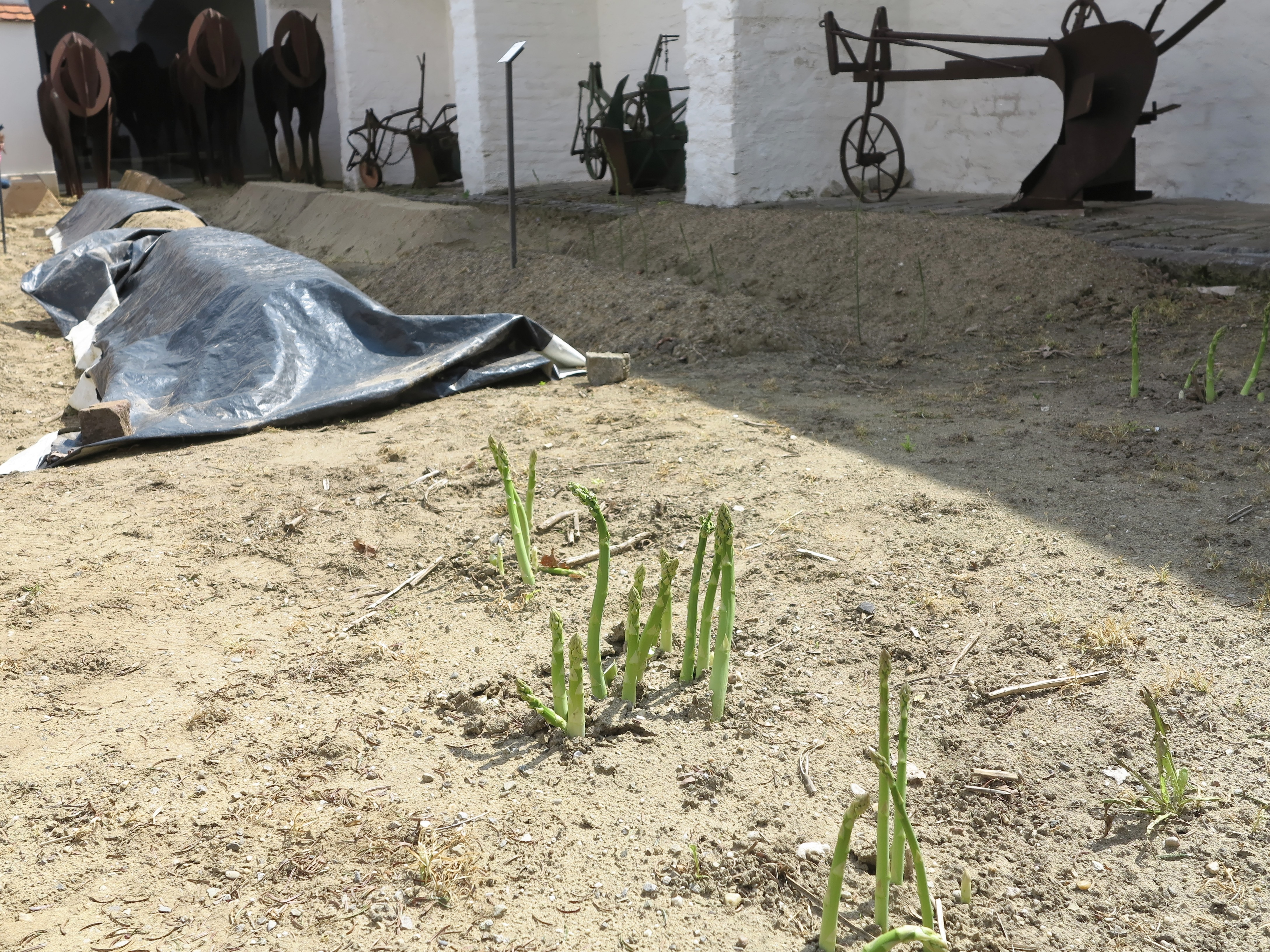
Freifläche des Museums

Das Europäische Spargelmuseum in Schrobenhausen in Oberbayern ist ein Spezialmuseum.
Das Europäische Spargelmuseum wurde von Klaus Englert initiiert und zunächst von dem Förderverein „Freunde der Schrobenhausener Museen e.V.“ 1985 unter dem Namen Deutsches Spargelmuseum zusammengestellt und von der Stadt Schrobenhausen am 13. Mai 1985 eröffnet.
Bereits 1991 wurde das Spargelmuseum umfassend erweitert. Es wird wegen seiner weitreichenden Bedeutung seitdem als Europäisches Spargelmuseum geführt. Das Museum ist im ehemaligen Amtsturm, einem zweistöckigen Gebäude der mittelalterlichen Stadtmauer im Südwesten des Altstadt, untergebracht. Auf der Freifläche im Schlosspark sind spezielle Pflüge und ein Muster-Spargelfeld zu sehen.
Das Museum wurde u. a. vom Europarat im Jahre 1993 als eines der zehn besten Spezialmuseen Europas ausgezeichnet. Zahlreiche weitere Auszeichnungen folgten, unter anderem – im Jahr 2006 – als einer der ersten „Orte im Land der Ideen“ durch Bundespräsident Horst Köhler.

## Sammlung und Ausstellung
Das Europäische Spargelmuseum zeigt die Geschichte und Technik des Spargelanbaus anhand von Texten, Fotos und historischen Geräten. Die Exponate aus der ganzen Welt reichen von Anbaugerätschaften, Spargelporzellanen und -bestecken über Kunstobjekte bis hin zu Kuriositäten rund um den Spargel, wie Spargeldarstellungen auf Briefmarken und Medaillen. Die europäische Spargel-Fachbibliothek in der Stadtbücherei vervollständigt das Informationsangebot über diese bedeutende Kulturpflanze.
Zu den Exponaten im alten Wehrturm zählen Spargeldeckeldosen, z. B. aus Meißener Porzellan, besondere Bestecke, z. B. eine Spargelzange von Peter Carl Fabergé, und zahlreiche Gemälde. Prunkstücke sind ein Kräuterbuch aus dem 17. Jahrhundert, eine bronzene Spargeldarstellung aus der Römerzeit sowie das Schnitzkunstwerk des Künstlers Rudolf Höfler „Spargelfestmahl“ bei Hofe.
Das Europäische Spargelmuseum ist in den drei Sprachen Deutsch, Englisch und Französisch beschildert.

## Weitere Spargelmuseen
- Niedersächsisches Spargelmuseum
- Spargelmuseum Beelitz